# Beatrice Ensor
Beatrice Enso, Beatrice Nina Frederica de Normann, (Marsella, 1885 - Londres, 1974) fue una pedagoga teosófica inglesa. Se convirtió en pionera de la educación e introdujo y popularizó muchas ideas progresistas en la cultura británica. Organizó una conferencia histórica sobre la creatividad de los niños en 1921, y ayudó a inaugurar y promover la vanguardista New Education Fellowship (más tarde World Education Fellowship y su revista New Era in home and School. Invitó a muchos psicólogos y psicoanalistas a contribuir con artículos a su revista, y Winnicott se convirtió en uno de sus autores más fértiles, llegando a un amplio público.

## Trayectoria profesional

### Escuela de Teosofía y San Cristóbal
En los primeros meses de la Primera Guerra Mundial, la Junta de Educación la nombró inspectora de ciencias domésticas en el suroeste de Inglaterra con sede en Bath. Encontrando  que el trabajo de la administración pública no le agradaba y, habiendo desempeñado un papel importante en la fundación de la Fraternidad Teosófica en la Educación fue invitada a convertirse en Secretaria Organizadora del Fondo de Educación Teosófica en 1915.  
En este cargo, una de sus principales tareas fue la consolidación de la labor educativa de la Sociedad en Letchworth Garden City en St Christopher School, que era mixta y de internado, con Isabel King como directora. Uno de los profesores de la escuela durante un tiempo fue VK Krishna Menon. Trabajó en estrecha colaboración durante un tiempo con George Arundale, que se convirtió en el presidente de la Sociedad Teosófica de Adyar. 

### Nueva era en educación

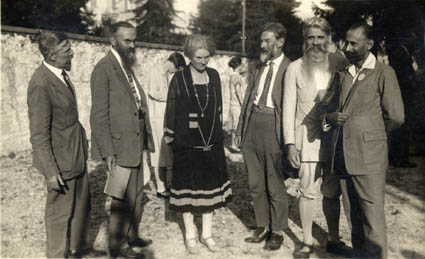
Beatrice Ensor con (de izquierda a derecha) Ovide Decroly, Pierre Bovet, Édouard Claparède, Paul Geheeb y Adolphe Ferrière

En 1922, con los auspicios de la Fundación Save the Children, ayudó a traer menores húngaros desnutridos a Gran Bretaña durante un período para que recuperarán su salud. Viajó a Budapest y regresó con el primer grupo. Por ello recibió una medalla de la Cruz Roja Húngara.
Un papel más duradero de su papel teosófico fue la producción, con Alexander Sutherland Neill durante un tiempo como editora adjunta, del Journal Education for the New Era, que todavía florece unos 90 años después. 
Las revistas cooperativas en francés y alemán editadas por Adolphe Ferrière fr: Adolphe Ferrière y  Elisabeth Rotten respectivamente.

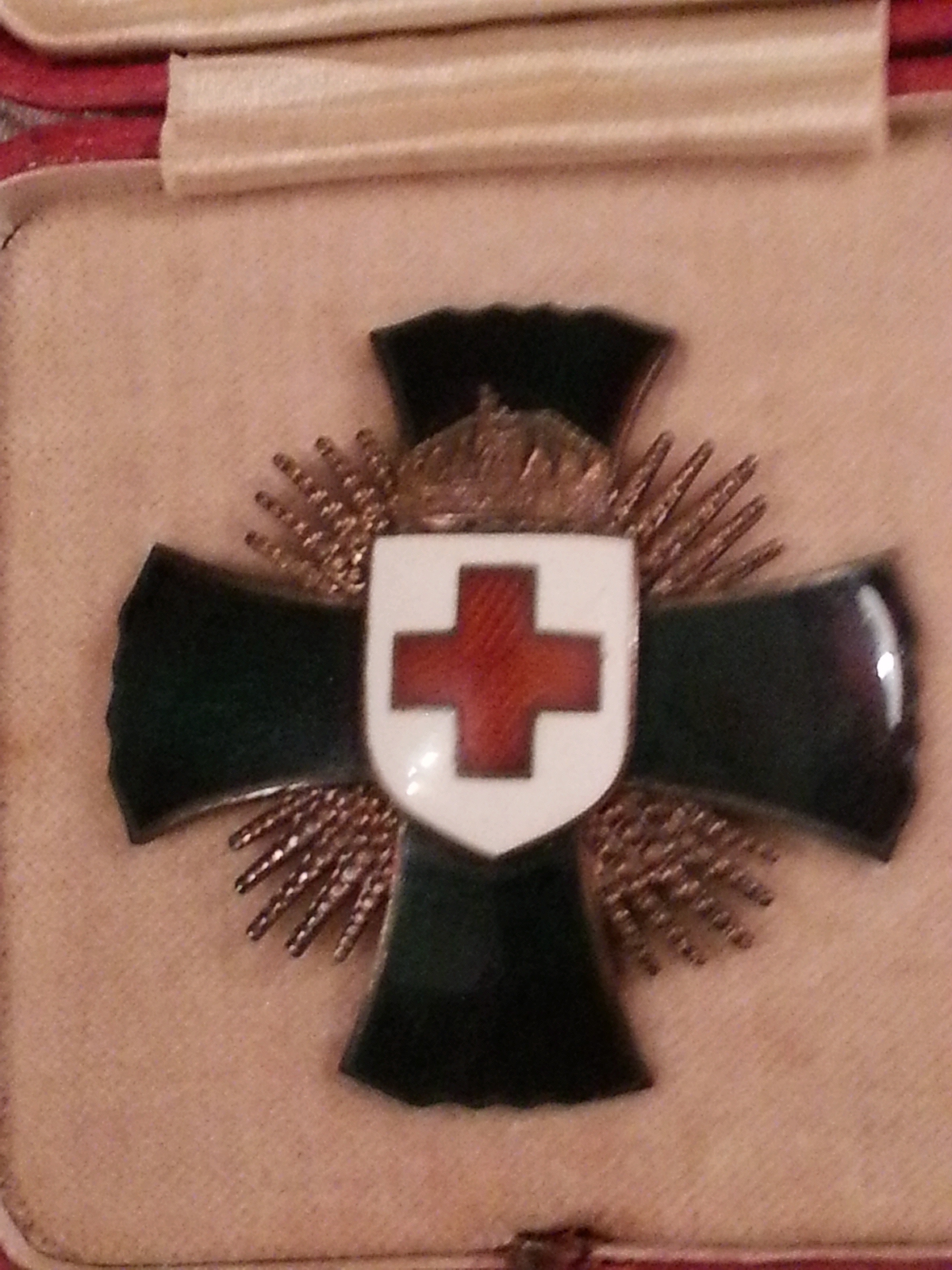

### La nueva beca de educación mundial

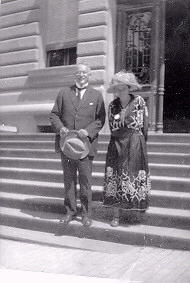
Beatrice Ensor y el profesor Carl Jung - Montreux 1923 - Segunda Conferencia Internacional de la NEF

En 1921, junto con Iwan Hawliczek, organizó una conferencia en Calais sobre la "Autoexpresión creativa del niño", con una asistencia de más de 100 personas. Aunque esto fue inspirado por teósofos ansiosos por prevenir otra guerra mundial, lo que surgió fue la Beca de Educación Nuevo (más tarde mundial), un foro completamente apolítico y no sectario para nuevas ideas en educación. No se trataba de defender ningún método en particular, sino de "buscar el hilo de la verdad en todos los métodos". Todavía tiene secciones activas en unos 20 países. 
Ensor, junto con los editores de las otras dos revistas, formaron el comité organizador inicial de la NEF, que celebró conferencias internacionales a intervalos de dos años, presididas por distinguidos pedagogos y pedagogos.
La segunda conferencia de 1923 se celebró en Montreux, Suiza, y allí conoció al profesor Carl Jung a quien invitó a hablar en una reunión en Londres (donde le presentó a HG Wells), Emile Jacques-Dalcroze, el profesor Franz Cizek y Alfred Adler.
En 1929, la conferencia se celebró en el castillo de Kronborg, Helsingör, Dinamarca y entre los delegados y ponentes estaban Maria Montessori, Rabindranath Tagore, Jean Piaget, Kurt Lewin, Adolphe Ferrière fr: Adolphe Ferrière, Ovide Decroly, Helen Parkhurst, Pierre Bovet fr: Pierre Bovet, AS Neill, Elisabeth Rotten, Franz Cizek, el Dr. Harold Rugg, el profesor TP Nunn y Paul Geheeb de: Paul Geheeb.
Otras conferencias se llevaron a cabo en Locarno (1927), Cheltenham y Heidelberg (1925).
En una conferencia en 1926

“Tengo la convicción de que todos los poderes, todas las aptitudes existen en el niño desde su nacimiento y por consiguiente tengo la convicción de que toda la educación debe ser autoeducación” (De Zubiría, 2001, p 104).

Como seguidora de Montessori reconoce que el niño pone en práctica sus habilidades y destrezas gracias al maestro que facilita los medios necesarios en el proceso de enseñanza y explica como emplearlos.
Fue miembro del Comité Asesor de Educación del Partido Laborista durante un tiempo, pero sus opiniones utópicas chocaron con las de RH Tawney y renunció a su puesto.

### La NEF y la Unesco
Así como la teosofía tuvo una profunda influencia en la NEF, la NEF tuvo una profunda influencia en la creación de la UNESCO. Fue descrita como "la partera en el nacimiento de la UNESCO" (Kobayashi) y ha sido una ONG de la UNESCO desde 1966 (Hiroshi Iwama). Ese año cambió su nombre a WEF.

### Escuela Frensham Heights
Mientras tanto, se estaban acumulando problemas dentro del Fondo de Educación Teosófica, lo que provocó tensiones en la comunidad de Letchworth, en las que influyó la terminación del nombramiento de su marido como secretario del Fondo. En 1925 Isabel King y Beatrice Ensor se fueron para fundar Frensham Heights, una escuela mixta en Surrey, desde Montessori hasta el nivel de ingreso a la universidad, para lo cual la Sra. Edith Douglas-Hamilton (una de las herederas del tabaco de Wills) proporcionó el capital. Parte del personal y los niños de St Christopher se trasladaron a Frensham. Sin embargo, dos años después, la Sra. Douglas-Hamilton murió inesperadamente sin haber establecido la independencia financiera de la escuela que ella pretendía. El cambio dramático produjo una situación en la que  Ensor e Isabel King no sentían que pudieran trabajar. Ambos se marcharon pero la ruptura fue sin amarguras y ambos permanecieron en la junta de gobernadores durante varios años.

### Giras de conferencias y Sudáfrica
Ensor luego concentró su trabajo en la Nueva Era y la NEF y realizó dos viajes de conferencias a América del Norte en 1926 y 1928, hablando sobre nuevos movimientos en educación en Boston, Nueva York, Detroit y Chicago.
También formó parte de un grupo educativo que fue invitado a recorrer Polonia y visitó Sudáfrica en 1927 y 1929. Su esposo se había mudado a Louterwater en Sudáfrica, donde adquirió una gran granja en un valle poco desarrollado, que recientemente se descubrió que era adecuada para el cultivo de frutas de hoja caduca. Los huertos que plantó apenas comenzaban a producir en 1933, cuando murió. Esto significó que Esnor tuvo que mudarse a Sudáfrica y hacerse cargo de la granja. Esto restringió enormemente su labor educativa.
Formó parte de un grupo invitado a dar una conferencia en Australia en 1937, donde recibió un doctorado honoris causa por la Universidad de Australia Occidental, Perth. Ella ayudó a la sección sudafricana de la NEF y financió y construyó en su granja una escuela para niños de raza mixta, para quienes no existían provisiones en el área. Cuando quedó claro que su hijo seguiría una carrera en el servicio civil, tal como lo habían hecho sus hermanos, y no quería hacerse cargo de la granja, la vendió y se mudó a una casa en la costa en Keurboomstrand, cerca de Plettenberg. Pero cuando su familia se estableció en Inglaterra, se mudó allí para estar con sus nietos, viviendo primero en Blackheath, luego en Londres, en Dolphin Square, donde murió en 1974.